# Winifred Westover
Pour les articles homonymes, voir Westover.
Winifred Westover est une actrice américaine du cinéma muet née le 9 novembre 1899 à San Francisco et décédée le 19 mars 1978 à Los Angeles.

## Filmographie

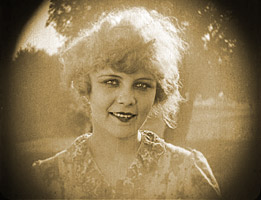
Dans Fatty rival de Picratt (1919).

- 1916 Intolérance (Intolerance) de D. W. Griffith The Favorite of Egibi (Babylonian Story) (non créditée)
- 1916 The Microscope Mystery de Paul Powell : Hilda
- 1916 The Matrimaniac de Paul Powell : la bonne de l'hôtel
- 1917 Jim Bludso de Tod Browning et Wilfred Lucas : Kate Taggart
- 1917 An Old Fashioned Young Man de Lloyd Ingraham : Mame Morton
- 1917 Cheerful Givers de Paul Powell : Estella
- 1918 Her Husband's Wife de David Kirkland (court métrage)
- 1918 Son of a Gun de F. Richard Jones (court métrage) : The Bride
- 1918 Are Married Policemen Safe? de F. Richard Jones (court métrage)
- 1918 A Neighbor's Keyhole de Henry Lehrman (court métrage)
- 1918 Hobbs in a Hurry de Henry King : Helen Renshaw
- 1918 All the World to Nothing de Henry King : Nora Ellis
- 1919 Fatty rival de Picratt (Love) de Roscoe Arbuckle (court métrage) : Winnie
- 1919 This Hero Stuff de Henry King : Nedra Joseph
- 1919 : L'Enfer des villes (John Petticoats) de Lambert Hillyer : Caroline Meredith
- 1919 Les Hommes marqués (Marked Men) de John Ford : Ruby Merrill
- 1920 Forbidden Trails de Scott R. Dunlap : Marion Harlan
- 1920 Old Lady 31 de John Ince : Mary
- 1920 Firebrand Trevison de Thomas N. Heffron : Rosalind Benham
- 1920 : Un garçon précieux (The Village Sleuth) de Jerome Storm : Pinky Wagner
- 1920 Bodakungen de Gustaf Molander : Eli
- 1921 Silkesstrumpan de Lau Lauritzen : Inga Bille
- 1921 Bucking the Tiger de Henry Kolker : Emily Dwyer
- 1921 Is Life Worth Living? (en) d'Alan Crosland : Lois Mason
- 1921 The Fighter de Henry Kolker : Dey Shevlin
- 1921 Anne of Little Smoky d'Edward Connor : Anne
- 1922 Love's Masquerade (en) de William P.S. Earle : Dorothy Wheeler
- 1930 Lummox de Herbert Brenon : Bertha Oberg